# Campeonato Sub-17 de la Concacaf de 1996
El Campeonato Sub-17 de la Concacaf de 1996 se llevó a cabo en Trinidad y Tobago del 18 al 31 de agosto y contó con la participación de 12 selecciones infantiles de Norteamérica, Centroamérica y el Caribe.
México fue el campeón del torneo tras ser el que sumó más puntos en la fase final.

## Participantes
| - Bermudas - Canadá - Costa Rica - República Dominicana - El Salvador - Guatemala | - Honduras - Martinica - México - Antillas Neerlandesas - Trinidad y Tobago (anfitrión) - Estados Unidos |

## Primera ronda

### Grupo 1
| País                 | G | E | P | GF | GC | Pts |
| -------------------- | - | - | - | -- | -- | --- |
| Costa Rica           | 3 | 0 | 0 | 13 | 4  | 9   |
| Estados Unidos       | 2 | 0 | 1 | 10 | 3  | 6   |
| República Dominicana | 0 | 0 | 2 | 1  | 5  | 0   |
| Bermudas             | 0 | 0 | 2 | 1  | 13 | 0   |

| Equipo 1             | Resultado | Equipo 2             |
| -------------------- | --------- | -------------------- |
| Bermudas             | 0-5       | Estados Unidos       |
| Costa Rica           | 2-1       | República Dominicana |
| Bermudas             | 1-8       | Costa Rica           |
| República Dominicana | 0-3       | Estados Unidos       |
| Estados Unidos       | 2-3       | Costa Rica           |
| República Dominicana | -         | Bermudas             |

### Grupo 2
| País      | G | E | P | GF | GC | Pts |
| --------- | - | - | - | -- | -- | --- |
| México    | 3 | 0 | 0 | 15 | 1  | 9   |
| Guatemala | 2 | 0 | 1 | 5  | 5  | 6   |
| Honduras  | 0 | 0 | 2 | 0  | 4  | 0   |
| Martinica | 0 | 0 | 2 | 0  | 10 | 0   |

| Equipo 1  | Resultado | Equipo 2  |
| --------- | --------- | --------- |
| Guatemala | 3-0       | Martinica |
| Honduras  | 0-3       | México    |
| Guatemala | 1-0       | Honduras  |
| Martinica | 0-7       | México    |
| México    | 5-1       | Guatemala |
| Martinica | -         | Honduras  |

### Grupo 3
| País                  | G | E | P | GF | GC | Pts |
| --------------------- | - | - | - | -- | -- | --- |
| Canadá                | 2 | 1 | 0 | 6  | 2  | 7   |
| Trinidad y Tobago     | 1 | 2 | 0 | 7  | 2  | 5   |
| El Salvador           | 1 | 1 | 1 | 6  | 4  | 4   |
| Antillas Neerlandesas | 0 | 0 | 3 | 2  | 13 | 0   |

| Equipo 1              | Resultado | Equipo 2              |
| --------------------- | --------- | --------------------- |
| Antillas Neerlandesas | 0-5       | Trinidad y Tobago     |
| Canadá                | 2-0       | El Salvador           |
| Antillas Neerlandesas | 1-3       | Canadá                |
| Trinidad y Tobago     | 1-1       | El Salvador           |
| El Salvador           | 5-1       | Antillas Neerlandesas |
| Trinidad y Tobago     | 1-1       | Canadá                |

## Fase final
| País           | G | E | P | GF | GC | Pts |
| -------------- | - | - | - | -- | -- | --- |
| México         | 3 | 0 | 0 | 8  | 1  | 9   |
| Estados Unidos | 1 | 1 | 1 | 4  | 4  | 4   |
| Costa Rica     | 1 | 1 | 1 | 4  | 6  | 4   |
| Canadá         | 0 | 0 | 3 | 1  | 6  | 0   |

| Equipo 1       | Resultado | Equipo 2       |
| -------------- | --------- | -------------- |
| Canadá         | 1-3       | Costa Rica     |
| México         | 3-1       | Estados Unidos |
| Costa Rica     | 0-4       | México         |
| Estados Unidos | 2-0       | Canadá         |
| Canadá         | 0-1       | México         |
| Costa Rica     | 1-1       | Estados Unidos |

## Campeón
| Campeonato Sub-17 de la Concacaf 1996 |
| ------------------------------------- |
| Bandera de México                     |
| México 4º Título                      |

## Clasificados al Mundial Sub-17
| - Costa Rica | - Estados Unidos | - México |